# Ben Hockin
Benjamin Thomas "Ben" Hockin Brusquetti, född 27 september 1986, är en brittisk-paraguayansk simmare. 
Hockin tävlade för Storbritannien vid olympiska sommarspelen 2008 i Peking. Han var en del av Storbritanniens lag som slutade på 8:e plats på 4x100 meter frisim. Vid olympiska sommarspelen 2012 i London tävlade Hockin för Paraguay och deltog i tre grenar. Han blev utslagen i försöksheatet på 100 meter frisim, 200 meter frisim och 100 meter fjärilsim.
Vid olympiska sommarspelen 2016 i Rio de Janeiro blev Hockin utslagen i försöksheatet på 100 meter frisim. Vid olympiska sommarspelen 2020 i Tokyo blev Hockin utslagen i försöksheatet i två grenar. Han slutade på 44:e plats på 100 meter frisim och på 51:a plats på 100 meter fjärilsim.